# فوميو كيوما
فوميو كيوما (久間章生)(Kyūma Fumio) هو أول وزير للدفاع في اليابان بعد الحرب العالمية الثانية ترأس الوزارة من 9 سبتمبر 2006م إلى 3 يوليو 2007م في عهد رئيس الوزراء شينزو آبي خلفه في المنصب بعد استقالته يوريكو كويكي مستشارة الأمن القومي الياباني، ولد في 4 ديسمبر 1940م وتخرج من جامعة طوكيو عام 1964م وعمل في وزارة الزراعة كما عمل في مناصب أخرى في عهد رئيس الوزراء جونشيرو كيوزومي.